# Allotropa virgata
Allotropa virgata Torr. & A.Gray) – gatunek z monotypowego rodzaju roślin Allotropa z rodziny wrzosowatych (Ericaceae). Występuje w zachodniej części Ameryki Północnej od Kolumbii Brytyjskiej po Kalifornię, na wschodzie sięgając do Montany, Idaho i Nevady. Rośnie w wilgotnych lasach iglastych i mieszanych na wysokości do 3100 m n.p.m. Kwitnie późną wiosną i latem.

## Morfologia

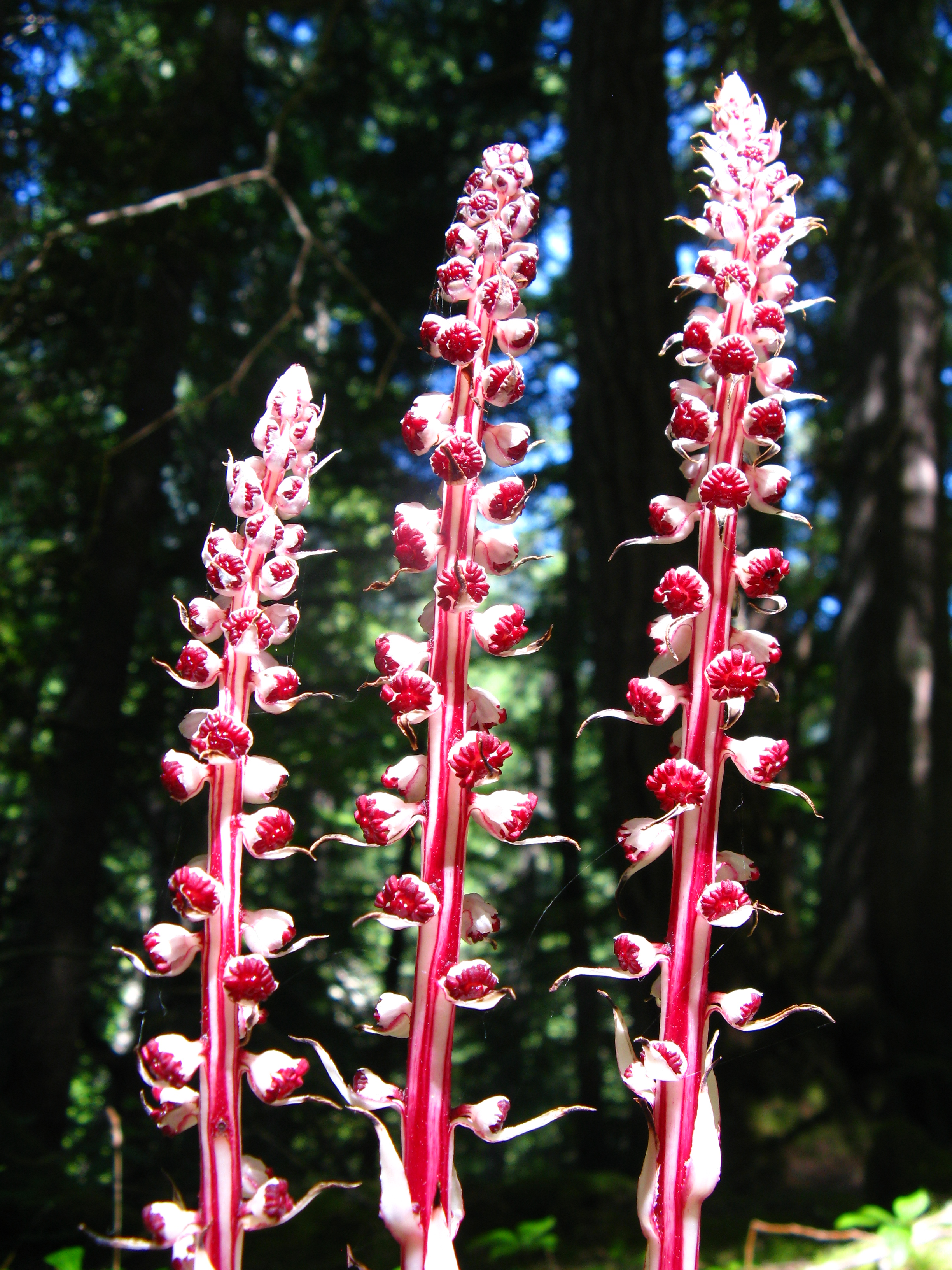
Rośliny w czasie kwitnienia

PokrójRoślina bezzieleniowa, bez łodygi i liści – rozwijająca jedynie kwiatostan.
KwiatyZebrane w prosto wzniesiony kwiatostan groniasty o mięsistej i włóknistej osi osiągającej do 1 cm średnicy i od 15 do 50 cm wysokości. Kwiatostan jest trwały (zasycha po rozsianiu nasion), biały, z czerwonymi i bordowymi paskami, z licznymi podsadkami. Kwiaty są promieniste, osadzone na wyprostowanych szypułkach wydłużających się w czasie owocowania, bez przysadek. Działki kielicha są nieobecne lub rzadziej w liczbie 2–5, równowąskie do nitkowatych. Płatków korony jest 5, są one owalne i białe, osiągają do 6 mm długości. Pręciki w liczbie 10 wystają z korony. Nitki nagie, okrągłe na przekroju. Pylniki jajowate, bez pazurków, otwierające się dwoma owalnymi otworami. Zalążnia powstaje z 5 owocolistków, 5-komorowa, z tęgą szyjką słupka i podzielonym znamieniem.
OwocProsto wzniesiona torebka zawierająca liczne (ponad 100), wrzecionowate i wąsko oskrzydlone nasiona.

## Systematyka
Pozycja systematyczna
Jeden z kilku rodzajów z plemienia Monotropeae z podrodziny Monotropoideae Arnott (syn. Hypopityaceae Link, Monotropaceae Nuttall, nom. cons., Pyrolaceae Lindley, nom. cons.) w obrębie rodziny wrzosowatych Ericaceae Jussieu z rzędu wrzosowców Ericales Dumortier.